# Phthiracarus neonominatus
Phthiracarus neonominatus är en kvalsterart som beskrevs av Subías 2004. Phthiracarus neonominatus ingår i släktet Phthiracarus och familjen Phthiracaridae. Inga underarter finns listade i Catalogue of Life.